# Zonska nogometna liga Karlovac 1952./53.

## Tablice
| Mj. | Klub                   | Sus. | Pobj. | Ner. | Por. | GR.  | Bod. |
| --- | ---------------------- | ---- | ----- | ---- | ---- | ---- | ---- |
| 1.  | NK Pobjeda Kamensko    | 5    | 5     | 0    | 0    | 17:2 | 10   |
| 2.  | NK Mladost Karlovac    | 3 ↓1 | 1     | 1    | 1    | 6:6  | 3    |
| 3.  | NK Petrova gora Vojnić | 5    | 1     | 1    | 3    | 5:11 | 3    |
| 4.  | NK Sloga Draganić      | 5    | 1     | 0    | 4    | 3:12 | 2    |